# Scomber scombrus

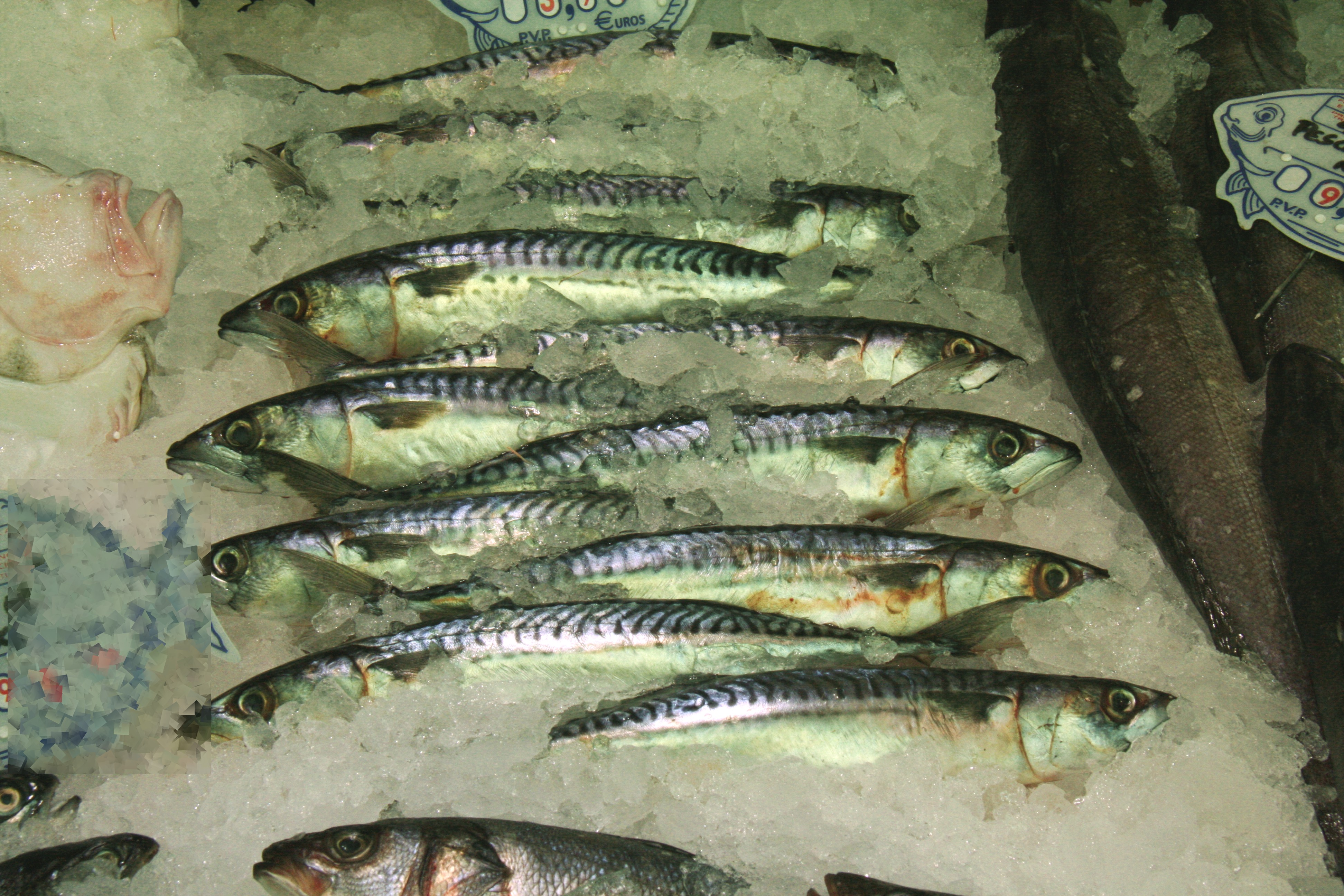
Sardas num mercado espanhol.

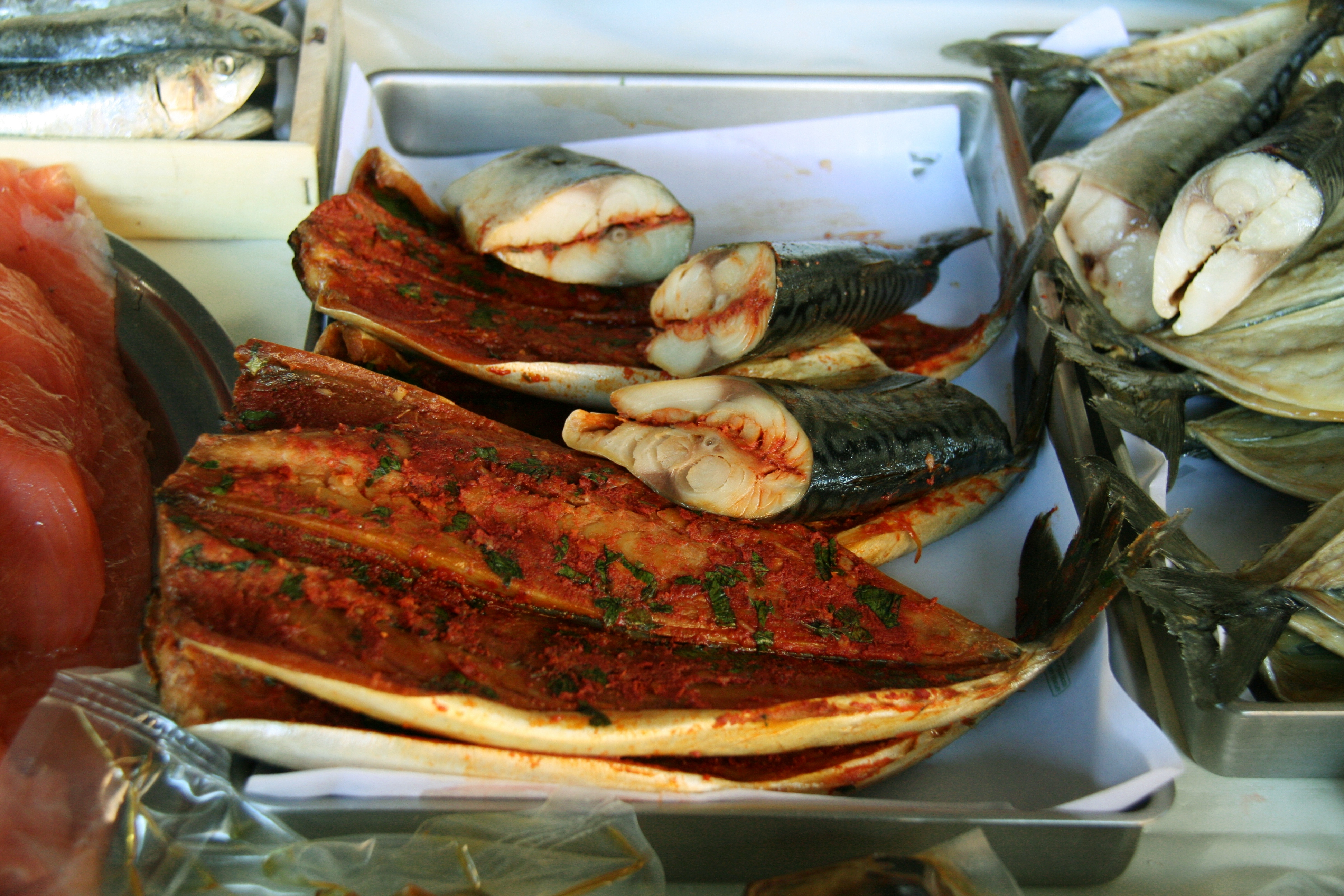
Escabeche de sarda num mercado espanhol.

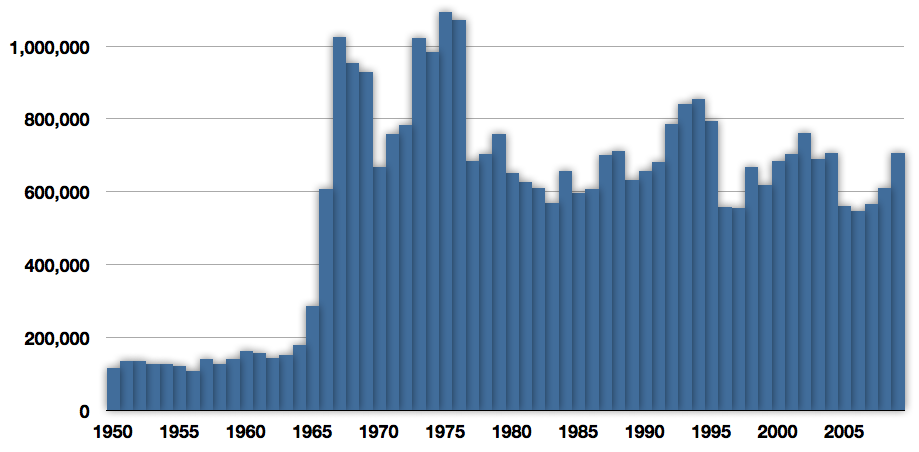
Evolução das capturas de sarda no Atlântico (em toneladas) de 1950 a 2009.

Scomber scombrus Linnaeus, 1758, conhecida pelos nomes comuns de sarda e cavala, é uma espécie de peixes pelágicos perciformes da família Scombridae. A espécie tem distribuição natural nas duas margens do Atlântico Norte e no Mar Mediterrâneo, sendo um dos peixes mais pescados ao longo das costas do noroeste da Europa. As populações do Mar do Norte e do Mar Céltico estão fortemente diminuídas devido a sobrepesca.

## Descrição
A sarda apresenta um corpo de morfologia muito afilada, delgado, com duas barbatanas dorsais bem separadas, com barbatanas peitorais curtas e uma barbatana anal seguida de sete pequenas protuberâncias. A coloração corporal é azul escura na parte superior do corpo e com a face ventral esbranquiçada. Mede entre 25 e 45 cm de comprimento e pode alcançar 4,5 kg de peso.
A morfologia corporal é muito parecida com a da espécie Scomber japonicus com a qual muitas vezes se confunde. Com igual forma e características, é contudo um pouco mais escura, com as listas negras um pouco mais regulares.
A espécie alimenta-se de outros peixes de menor tamanho, crustáceos e moluscos.  No período invernal a sarda permanece por volta dos 170 m de profundidade, mas em período estival, agrupa-se em cardumes numerosos e sobe para próximo da superfície quando as águas atingem temperaturas entre 11 ºC e 14 °C. Abundante nas águas da plataforma continental das regiões atlânticas de águas frias e temperadas, forma grandes cardumes.
Os machos e as fêmeas da sarda crescem aproximadamente ao mesmo ritmo, atingindo uma idade máxima reportada de cerca de 20 anos e um comprimento máximo até à bifurcação da barbatana caudal (FL) de cerca 47 cm. A maioria dos espécimes atinge a maturidade sexual por volta dos três anos de idade. Cada fêmea pode produzir entre 200 000 e 400 000 ovos, os quais eclodem em poucos dias.
A espécie abunda no Oceano Atlântico e no Mar Mediterrâneo, sendo objeto de uma forte pescaria devido à sua apetecível carne e à facilidade com que é utilizada pela indústria conserveira. A sarda é um dos símbolos associados à cidade de Ceuta, onde está centrada uma das suas grandes pescarias.
A sarda é de longe a espécie mais capturada em torno das Ilhas Britânicas e no noroeste europeu, ao longo de cujas costas migra em grandes cardumes para se alimentar de pequenos peixes e crustáceos durante o verão.
No Mediterrâneo ocidental a pesca deste peixe é realizada recorrendo, entre outras artes de pesca, ao tradicional método da almadrava.
A sarda é ingrediente em muitos usos culinários, sendo regra geral preparada em escabeche. É muito comum ser consumida em enlatados e outras formas de conserva.
É um pescado com alto teor em purinas, que se transformam em ácido úrico, pelo que não se aconselha o seu consumo em caso de hiperuricemia.

A sarda é consumida cozida, frita, em conserva ou como sashimi. Consiste maioritariamente de carne vermelha e apresenta um sabor forte, considerado como apetecível por muitos consumidores. Apresente um teor muito elevado de vitamina B12 e de ómega 3 (uma classe de ácidos gordos), composto que está presente numa concentração que á quase dupla da presente no salmão.  Ao contrário do que ocorre com algumas espécies de atum, a sarda apresenta baixo teor em mercúrio, e pode ser consumida pelo menos duas vezes por semana de acordo com as recomendações da United States Environmental Protection Agency.
Principalmente na Escandinávia e no Reino Unido, a sarda enlatada com molho de tomate, salmoura ou óleo vegetal é por vezes consumida em saladas e sanduíches.
A sarda é uma excelente fonte de fosfatidilserina dado que contém aproximadamente 480 mg / 100 gramas de peso escorrido. A fosfatidilserina é um composto que está a ser estudado pelos seus efeitos mitigadores sobre os sintomas de ADHD e doença de Alzheimer.

## Galeria

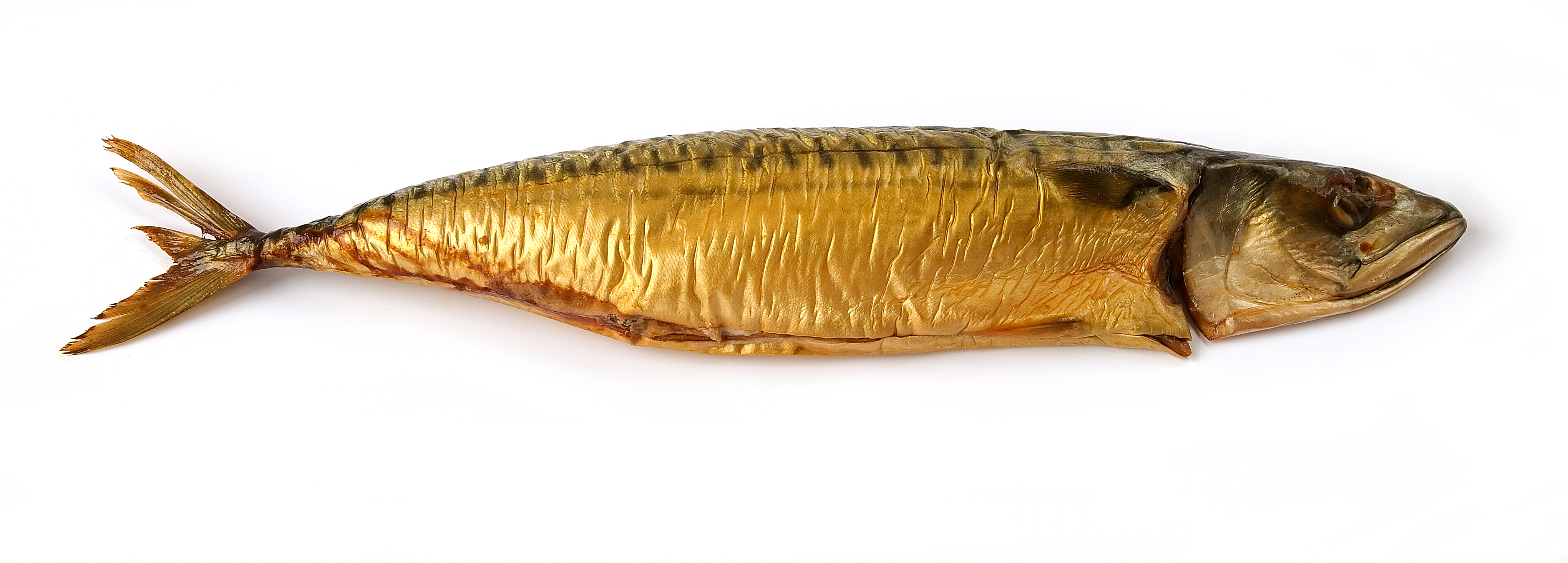
Sarda fumada.
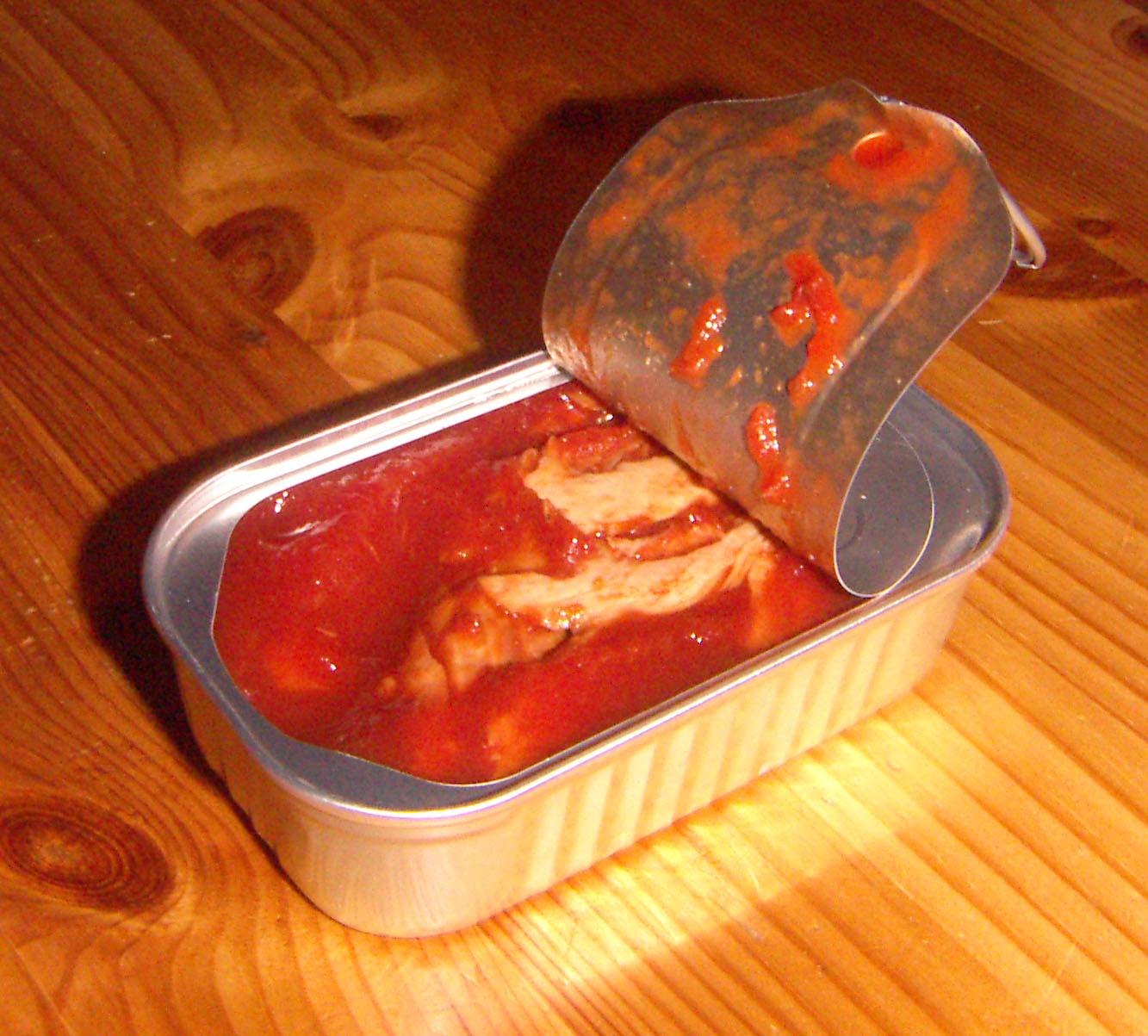
Filete de sarda em molho de tomate, um pitéu popular na Europa do norte.